# Allenopithecus nigroviridis
Allenopithecus nigroviridis — монотиповий вид приматів з родини Мавпові (Cercopithecidae). Родова назва походить від лат. Allen — Джоель Асаф Ален і грец. πίθηκος — «мавпа». Видова назва від лат. nigro — «чорний» і лат. viridis — «зелений».

## Опис
Їх хутро біле зверху і сіро-зеленою внизу. Лице рожеве, довгі пучки волосся на щоках дають враження гриви. Невеликі перетинчасті пальці рук і ніг вказують на її частково водного життя. Досягають довжини тіла 40-51 сантиметрів, довжина хвоста від 35 до 52 сантиметрів. Як і в інших приматів, самці з масою тіла до 6 кг, значно важчі, ніж самиці, які досягають ваги 3,5 кг.

## Поширення
Країни: Камерун; Конго; Демократична Республіка Конго. Це маловідомі мешканці болотного лісу і річкового середовища проживання.

## Стиль життя
Значною мірою харчується на землі й у мілкій воді. Групи цього виду можуть містити до 40 осіб. Вид денний. Зазвичай сплять у великих групах в рослинності, що нависає над водою. Раціон включає фрукти, листя і дрібних безхребетних. Може добре плавати.
Самиці зазвичай народжують одне дитинча. Молодь зазвичай віднімають від грудей через 2,5 місяця. Статева зрілість настає після трьох-п'яти років. Ці примати, як вважають, живуть до 20 років.

## Загрози та охорона
Загрозою є полювання для натуральних і комерційних цілей. Цей вид занесений до Додатка II СІТЕС і в клас В африканської Конвенції про збереження природи і природних ресурсів. Він присутній в національному парку Салонга, Демократичної Республіки Конго, а також Національному парку Озеро Тумба; незначно присутній в Національному парку Ноябалє-Ндокі в Конго.